# Соли (аббатство)
Соли (англ. Sallay (Sawley) Abbey) — цистерианское аббатство около английской деревни Соли в Ланкашире (исторически — в Западном Ридинге Йоркшира). В нём располагалась родовая усыпальница дома Перси.

## История
Аббатство было основано 6 января 1147 года Уильямом II де Перси как дочернее от аббатства Ньюминстер. Его потомки покровительствовали аббатству, в нём располагалась родовая усыпальница дома Перси.
Аббатство было распущено в 1536 году королём Генрихом VIII во время секуляризации английских монастырей.
Руины аббатства открыты для посещения, они находятся под охраной комиссии «Английское наследие».

## Галерея
- Руины аббатства
- Руины старых ворот